# Tarski's World
Tarski's world est un livre accompagné d'un logiciel pédagogique pour enseigner la logique du premier ordre,,,,. Il a été écrit par Jon Barwise and John Etchemendy. Il est nommé en hommage au mathématicien logicien Alfred Tarski.